# Episodi de La duchessa di Duke Street (seconda stagione)
La seconda stagione della serie televisiva La duchessa di Duke Street è stata trasmessa in anteprima nel Regno Unito dalla BBC tra il 3 settembre 1977 e il 24 dicembre 1977.
| nº | Titolo originale         | Titolo italiano | Prima TV UK       | Prima TV Italia |
| -- | ------------------------ | --------------- | ----------------- | --------------- |
| 1  | Family Matters           |                 | 3 settembre 1977  |                 |
| 2  | Poor Catullus            |                 | 10 settembre 1977 |                 |
| 3  | A Lesson in Manners      |                 | 17 settembre 1977 |                 |
| 4  | Winter Lament            |                 | 24 settembre 1977 |                 |
| 5  | The Passing Show         |                 | 1º ottobre 1977   |                 |
| 6  | Your Country Needs You   |                 | 8 ottobre 1977    |                 |
| 7  | The Patriots             |                 | 15 ottobre 1977   |                 |
| 8  | The Reluctant Warrior    |                 | 22 ottobre 1977   |                 |
| 9  | Tea and a Wad            |                 | 29 ottobre 1977   |                 |
| 10 | Shadows                  |                 | 5 novembre 1977   |                 |
| 11 | Where There's a Will     |                 | 12 novembre 1977  |                 |
| 12 | The Legion of the Living |                 | 19 novembre 1977  |                 |
| 13 | Lottie                   |                 | 3 dicembre 1977   |                 |
| 14 | Blossom Time             |                 | 10 dicembre 1977  |                 |
| 15 | Poor Little Rich Girl    |                 | 17 dicembre 1977  |                 |
| 16 | Ain't We Got Fun         |                 | 24 dicembre 1977  |                 |